# Штеген (Австрия)
Штеген (нем. Steegen) — коммуна (нем. Gemeinde) в Австрии, в федеральной земле Верхняя Австрия.
Входит в состав округа Грискирхен. Население составляет 1058 человек (на 31 декабря 2005 года). Занимает площадь 13 км². Официальный код — 40828.

## Политическая ситуация
Бургомистр коммуны — Курт Фридвагнер (АНП) по результатам выборов 2003 года.
Совет представителей коммуны (нем. Gemeinderat) состоит из 19 мест.
- АНП занимает 13 мест.
- СДПА занимает 5 мест.
- АПС занимает 1 место.